# Madhukar

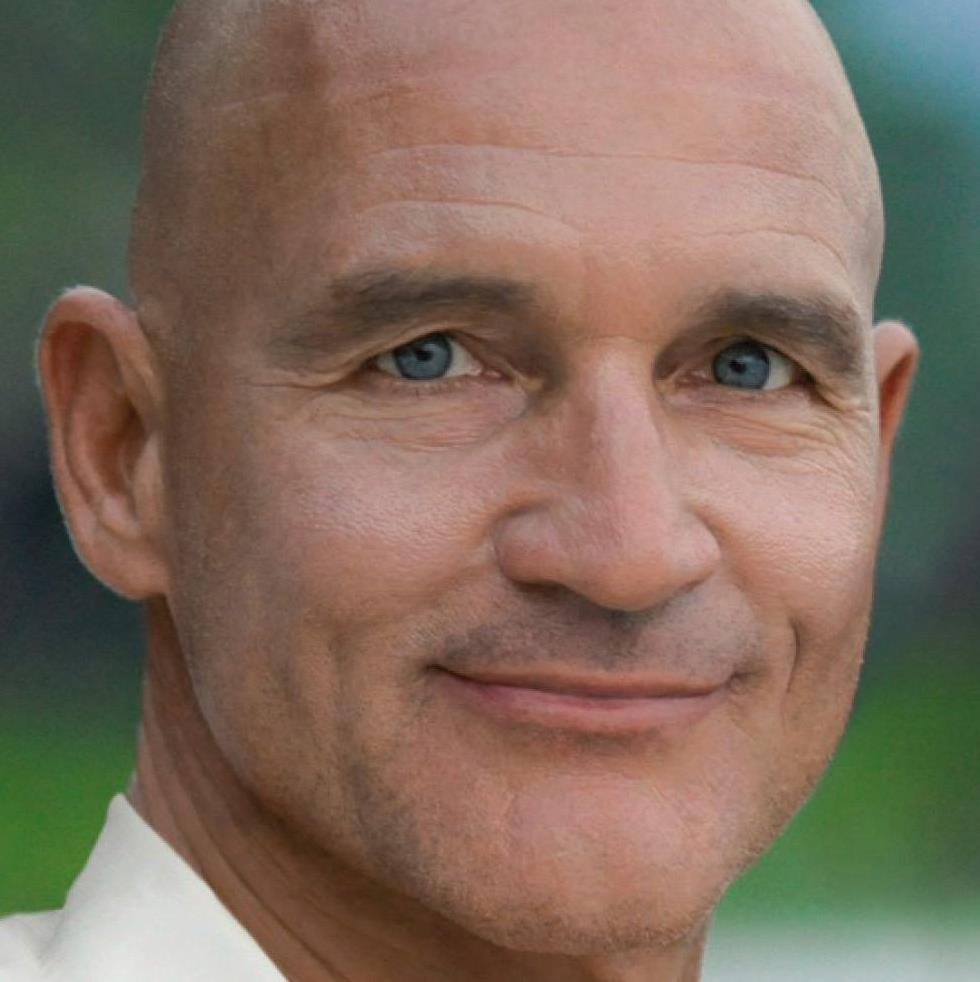
Madhukar (April 2006)

Madhukar (sanskrit für wörtlich ‚Geliebter, süß wie Honig‘; * 4. November 1957 in Stuttgart) ist ein Neo-Advaita-Meister, Buchautor und unter anderem Begründer des Madhukar - Enlighten Life.

## Leben
Madhukar, mit bürgerlichem Namen Bernd Merkle, wuchs in seinem Geburtsort Stuttgart auf. Er studierte Wirtschaftswissenschaften und Philosophie. Nach seinem Diplom arbeitete er als TV-Journalist.
In den frühen achtziger Jahren reiste Madhukar über mehrere Jahre durch Asien. Er erlebte dort eigenen Angaben zufolge eine Kundalini-Erleuchtung. Als Schüler des tantrisch-buddhistischen Dzogchen-Meisters Namkhai Norbu etablierte er sich als Yoga- und Meditationslehrer.
Im Jahre 1992 traf er während eines Aufenthalts in Indien auf seinen Meister H.W.L. Poonja, einen Schüler des bekannten Weisen Ramana Maharshi. Sri Poonja, auch Papaji genannt, ist einer der bekanntesten Vertreter des Advaita. Advaita Vedanta ist die mystische Richtung des Hinduismus und eine monistische Philosophie, die in ihren Ursprüngen unter anderem auf Shankara (788–820) zurückgeht.
Seit 1997 gibt Madhukar in weltweiten Veranstaltungen und Retreats, traditionell Satsang (aus Sat ‚Wahrheit‘ und Sangha ‚Gemeinschaft‘) genannt, sein Wissen weiter. Die Besucher haben die Möglichkeit, im Dialog mit Madhukar Fragen zu klären. Zentral steht die Selbstergründung (Atma Vichara) mit der Frage: „Wer bin ich?“. Dieser Art der Selbsterkenntnis soll zu innerem Frieden und dauerhaftem Glück führen.

## Philosophische Kernaussagen
Laut Madhukar glaubt der Mensch irrtümlicherweise an ein reales Ich, an Handlungsfreiheit und die Existenz einer objektiven Welt. Diese Wahrnehmung sei jedoch begrenzt. In Wirklichkeit sei jedes Lebewesen reines Bewusstsein, in welchem sich die Welt subjektiv abbildet. Mit der Frage „Wer bin ich?“ könne die wahrgenommene, begrenzte Realität hinterfragt und reines Bewusstsein (in dieser Lehre das Selbst) erfahren werden. Die zweifelsfreie Identifikation mit dem Selbst sei absolute Freiheit, allumfassende Liebe und stilles Glück.
Zudem sieht Madhukar eine nahe Verbindung zwischen Spiritualität und den Erkenntnissen der modernen Wissenschaften.

## Werke (Auswahl)
- Erwachen in Freiheit. Lüchow, Stuttgart 2004, ISBN 3-363-03054-1.
- Einssein: Klarheit und Lebensfreude durch Advaita. Lüchow, Stuttgart 2006, ISBN 3-363-03120-3.
- The Simplest Way. Arunachala, Cochin 2006, ISBN 81-89658-04-2.
- Oneness - Clarity and Joy of Life through Advaita ISBN 978-3-033-05166-9.
- Enhet: Klarhet och Livsglädje genom Advaita, GML Förlag 2020, ISBN 978-91-7969-590-3.